# Tamarida setigera
Tamarida setigera är en kräftdjursart som beskrevs av Stefano Taiti och Franco Ferrara 2004. Tamarida setigera ingår i släktet Tamarida och familjen Trachelipodidae. Inga underarter finns listade i Catalogue of Life.